# Toro so
Le toro so est une langue dogon parlée dans la région de Bandiagara au Mali. Elle a le statut officiel de langue nationale au Mali et est utilisée comme norme.

## Écriture
L’Alphabets et règles d'orthographe des langues nationales de 1982 défini l’alphabet et l’orthographe du toro so.
| a | b | c | d | e | ɛ | f | g | h | i | j | k | l | m |
| n | ɲ | ŋ | o | ɔ | p | r | s | t | u | w | y | z |   |